# Oxysternon
Genre
Oxysternon est un genre de scarabées de la sous-famille des Scarabaeinae.

## Espèces
- Oxysternon conspicillatum - Weber, 1801
- Oxysternon durantoni - Arnaud, 1984
- Oxysternon ebeninum - Nevinson, 1890
- Oxysternon festivum - Linnaeus, 1767
- Oxysternon lautum - Macleay, 1819
- Oxysternon macleayi - Nevinson, 1892
- Oxysternon palaemon - Castelnau, 1840
- Oxysternon pteroderum - Nevinson, 1892
- Oxysternon silenus -  Castelnau, 1840
- Oxysternon spiniferum - Castelnau, 1840
- Oxysternon striatopunctatum - Olsufieff, 1924